# Instituto de Arte de San Diego

Logo

El Instituto de Arte de San Diego, localizado en el histórico distrito del Parque Balboa, es un museo de artes visuales de la región del Sur de California /Baja California. El instituto funciona más bien como una galería municipal de la ciudad y el condado de San Diego. El museo trata de promover a la ciudad de San Diego como una comunidad donde prevalecen las artes y que integran plenamente a las artes visuales en la vida cotidiana a través de su triple misión de la divulgación de la Educación y Exposición.
Tiene su sede en la House of Charm —un pabellón construido en 1915-16 para la Exposición Panama-California—, que también alberga el Museo Internacional Mingei, así como espacio de ensayo para el Teatro Old Globe. Se encuentra en el Registro Nacional de Lugares Históricos.